# Scaptomyza rostrata
Scaptomyza rostrata är en tvåvingeart som beskrevs av Hardy 1965. Scaptomyza rostrata ingår i släktet Scaptomyza och familjen daggflugor. Inga underarter finns listade i Catalogue of Life.